# Забайкальская зона ПВО
Забайкальская зона ПВО — территориальное оперативное объединение войск ПВО СССР накануне и во время Великой Отечественной войны, выполнявшее противовоздушную оборону войск и важных административно-политических и промышленных центров, расположенных в границах Забайкальского военного округа (с 15 сентября 1941 Забайкальского фронта).

## История формирования и боевой путь
Забайкальская зона ПВО была образована приказом НКО СССР № 0015 от 14 февраля 1941 года в границах Забайкальского военного округа. Штаб зоны — город Чита. Границы зоны — в пределах Забайкальского военного округа. В состав зоны вошли районы ПВО: Иркутский, Улан-Удэнский, Читинский и Сретенский. Командующий зоной являлся помощником командующего войсками Забайкальского военного округа.
С 15 сентября на базе Забайкальского военного округа был сформирован Забайкальский фронт, Забайкальская зона ПВО вошла в его состав. На Забайкальскую зону ПВО с начала формирования и до мая 1945 года возлагались задачи прикрытия объектов на территории в границах недействующих Дальневосточного фронта. При этом зона имела в составе три бригадных района ПВО и истребительную авиадивизию.
Формирование зоны происходило весной 1941 года. Состав зоны включал 3 бригадных района: 1-й (79-й разъезд) бригадный район ПВО, 2-й (Баин-Туменский) бригадный район ПВО и 3-й (Читинский) бригадный район ПВО. При этом авиационные соединения в состав зоны не включались, функции прикрытия объектов с воздуха выполняла истребительная авиации ВВС Забайкальского фронта и отдельные истребительные авиационные эскадрильи:
- 1-й бригадный район (10-й, 132-й, 162-й, 390-й отдельные зенитно-артиллерийские дивизионы);
- 2-й бригадный район (150-й, 387-й, 408-й отдельные зенитно-артиллерийские дивизионы);
- 3-й бригадный район (750-й зенитно-артиллерийский полк, 107-й, 166-й, 262-й и 264-й отдельные зенитно-артиллерийские дивизионы);
- 14-я отдельная истребительная авиационная эскадрилья[3];
- 15-я отдельная истребительная авиационная эскадрилья[3];
- 16-я отдельная истребительная авиационная эскадрилья[3];
- 17-я отдельная истребительная авиационная эскадрилья[3];
- 18-я отдельная истребительная авиационная эскадрилья[3];
- 19-я отдельная истребительная авиационная эскадрилья[3];

В 1942 году окончательно был определён боевой состав зоны, который сохранился до мая 1945 года. В июле 1942 года в Чите была сформирована 297-я истребительная авиационная дивизия в составе 938-го и 939 истребительных авиационных полков. В боевой состав дивизия вошла в августе 1942 года.:
- 1-й бригадный район (10-й, 132-й, 162-й, 390-й отдельные зенитно-артиллерийские дивизионы);
- 2-й бригадный район (150-й, 387-й, 408-й отдельные зенитно-артиллерийские дивизионы);
- 3-й бригадный район (750-й зенитно-артиллерийский полк, 107-й, 166-й, 262-й и 264-й отдельные зенитно-артиллерийские дивизионы);
- 297-я истребительная авиационная дивизия:
  - 938-й истребительный авиационный полк[3];
  - 939-й истребительный авиационный полк[3].

С принятием решения Ставки о развертывании группировки Сухопутных войск для разгрома империалистической Японии потребовалось усиление прикрытия от возможных ударов с воздуха Транссибирской железнодорожной магистрали и других коммуникаций, важных промышленных объектов и складов, группировок войск фронта. Постановлением Государственного Комитета Обороны «Об усилении противовоздушной обороны Дальнего Востока и Забайкалья» от 14 марта 1945 года за № 7828сс было определено формирование в марте-апреле трех армий ПВО: Приморской, Приамурской и Забайкальской. Формируемые армии передавались в подчинение военным советам общевойсковых фронтов, а в специальном отношении — командующему артиллерией Красной Армии. Соединения и части армий ПВО Дальнего Востока и Забайкалья уже с апреля — мая 1945 года выполняли задачи прикрытия магистралей, территории и войск в период наращивания группировок. В апреле 1945 г. Забайкальская зона ПВО переформирована в Забайкальскую армию ПВО.
Забайкальская зона ПВО в состав действующей армии зона не входила.

## Командующий
- подполковник, с 13.03.1942 г. полковник Короленко Иосиф Федосьевич[1], с 06.1941 по 30.5.1944 г.
- полковник Усаров Наум Ефимович[1], врид, с 30.5.1944 г. по 09.04.1945 г.
- генерал-майор артиллерии Рожков Петр Фролович[1], с 09.04.1945 г. по 29.04.1945 г.